# Distrito electoral de Spring Creek (condado de Nuckolls, Nebraska)
Spring Creek (en inglés: Spring Creek Precinct) es un distrito electoral ubicado en el condado de Nuckolls en el estado estadounidense de Nebraska. En el Censo de 2010 tenía una población de 194 habitantes y una densidad poblacional de 2,08 personas por km².

## Geografía
Spring Creek se encuentra ubicado en las coordenadas 40°8′6″N 97°52′18″O / 40.13500, -97.87167. Según la Oficina del Censo de los Estados Unidos, Spring Creek tiene una superficie total de 93.38 km², de la cual 93.21 km² corresponden a tierra firme y (0.19%) 0.17 km² es agua.

## Demografía
Según el censo de 2010, había 194 personas residiendo en Spring Creek. La densidad de población era de 2,08 hab./km². De los 194 habitantes, Spring Creek estaba compuesto por el 96.39% blancos, el 0% eran afroamericanos, el 0% eran amerindios, el 0% eran asiáticos, el 0% eran isleños del Pacífico, el 3.61% eran de otras razas y el 0% pertenecían a dos o más razas. Del total de la población el 4.64% eran hispanos o latinos de cualquier raza.